# Snookeroo
Snookeroo è un brano di Ringo Starr scritto da Elton John (il quale suona anche nel brano) e Bernie Taupin. È stato incluso nell'album Goodnight Vienna del 1974 e successivamente pubblicato come singolo.

## Il brano
Il brano parla di Ringo Starr; Bernie Taupin l'ha descritta come una "cosa" biografica. Quando Starr chiese ad Elton John di scrivere una canzone, la chiese carina e commerciale; il pianista gli rispose che Taupin aveva scritto dei versi simili a quelli che componeva Ringo, e li musicò. Il titolo è un riferimento al gioco per biliardi snooker.

### Pubblicazione

#### UK
Nel Regno Unito è stato pubblicato al lato A di un singolo; il lato B era Oo-Wee, una composizione di Starr e Vini Poncia. Il singolo, con il numero di catalogo R 6004, venne pubblicato dalla Apple Records il 21 febbraio 1975. Fu il primo singolo di Starr a non entrare nelle classifiche. Il singolo era senza copertina, ma venne pubblicizzato con un manifesto raffigurante la pagella di Richard Starkey (vero nome di Ringo) della classe 2C. Tra i voti, vi è una A in condotta, A in aspetto generale ed A in puntualità. Oltre a questi voti, si nota anche che i giorni di assenza siano 34 e che, nella classe, Richard è il ventitreesimo, anche se l'ottavo in matematica.

#### America Settentrionale
In America del Nord, Snookeroo venne pubblicata come lato B di No No Song. Il singolo è giunto alla terza posizione nella classifica Billboard Pop 100 e alla prima in quella canadese.

#### Altri stati
Sia che in Germania che in Spagna che nei Paesi Bassi il singolo venne pubblicato con al lato B Oo-Wee. In Germania il singolo venne pubblicato dalla Apple Records e dalla EMI Electrola con il numero di serie 1C 006-05 821. In Spagna venne pubblicato dalla Apple con il numero di catalogo J 006-06821. Nei Paesi Bassi il singolo entrò nei negozi il 21 febbraio 1975, come in Gran Bretagna; venne venduto dalla Apple con il numero di serie 5C 006-05821. In Messico il singolo venne pubblicato dalla Apple con il numero di catalogo 7693, ma con al lato B No No Song, ribattezzata La Cancion Del No No (No No Song).

## Formazione
- Ringo Starr: voce, batteria
- Elton John: pianoforte
- Robbie Robertson: chitarra
- James Newton Howard: sintetizzatore
- Klaus Voormann: basso elettrico
- Jim Keltner: batteria
- Trevor Lawrence: corni
- Steve Madala: corni
- Bobby Keys: corni
- Chuck Finley: corni
- Clydie King: cori
- Linda Lawrence: cori
- Joe Greene: cori[1]